# Pandan Toyo
Pandan Toyo is een bestuurslaag in het regentschap Nganjuk van de provincie Oost-Java, Indonesië. Pandan Toyo telt 3048 inwoners (volkstelling 2010).